# Морена (Индия)
Морена (англ. Morena, хинди मुरैना) — город и муниципалитет на севере индийского штата Мадхья-Прадеш. Административный центр округа Морена.

## География
Расположен в 39 км от Гвалиора, в 80 км от Агры и в 291 км от Дели, на высоте 176 м над уровнем моря.

## Население
Население города по данным переписи 2011 года составляет 200 506 человек. 13,2 % населения — дети младше 6 лет. Уровень грамотности составляет 80,38 % (89,08 % мужчин и 70,22 % женщин).

## Транспорт
Через город проходит национальное шоссе № 3. Имеется железнодорожное сообщение с крупными городами страны. В морене останавливаются такие поезда, как Bhopal Express, Taj Express и Bhopal Shatabdi. Дорога до Дели занимает около 4 часов, до Бхопала — около 6 часов. Автобусное сообщение имеется с Агрой, Гвалиором, Нью-Дели, Индауром и многими другими городами.